# Skrzelew
Skrzelew (d. Duninopol-Skrzelew) – wieś w Polsce położona w województwie mazowieckim, w powiecie sochaczewskim, w gminie Teresin.
W latach 1975–1998 miejscowość administracyjnie należała do województwa skierniewickiego.
Odbywają się tutaj obchody Dni Kukurydzy województw mazowieckiego i łódzkiego. Wieś należąca do parafii rzymskokatolickiej w Szymanowie – kościół pod wezwaniem Wniebowstąpienia NMP.